# ダイムラー・ベンツ DB 604
DB 604は、ダイムラー・ベンツにより設計された24気筒の航空用エンジンである。本エンジンは初期のテスト段階以降には進まず、最終的に1942年9月に開発は放棄された。

## 設計と開発
DB 604はダイムラー・ベンツの航空用エンジンの中で24個のシリンダーを6気筒ずつ4列のX型に配置するユニークなエンジンであり、ダイムラー・ベンツ DB 601、DB 603、DB 605といった既存のエンジンを基に開発されたものでは無かった。例えばロールス・ロイス ヴァルチャーは基本的にロールス・ロイス ペリグリン エンジンをクランクケースで結合することでX型のシリンダー配置を実現していた。
DB 604は既存のダイムラー・ベンツの航空用エンジンを発展させたものではなく、ボアとストロークが135 mm x 135 mmというスクエア型という全く新しい設計であり、これにより3,200rpmという比較的高い回転速度を可能にしていた。最初のエンジンは1939年にエンジン試験架台上でテストされ1,725 kW (2,350 hp)を記録した。
最初のテスト用エンジンは更に開発が進みDB 604A/Bとなった。DB 604AとDB 604Bの唯一の違いはクランクシャフトの回転方向であった。DB 604A/Bは2速のスーパーチャージャーを備え、テスト中に1,835 kW (2,500 hp)を記録した。
この有望と思われたエンジンの開発は1942年9月にドイツ航空省によりキャンセルされた。

## 展示中のエンジン
現存するDB 604はドイツ、ヘルメスカイルの（Flugausstellung L.+ P. Junior）博物館に展示されている。

## 要目
（DB 604A/B）
- タイプ：液冷24気筒 X型 (6気筒 4列)
- ボア×ストローク：135 mm×135 mm
- 排気量：46.38 L (2,830 in³)
- 全長：
- 全幅：
- 乾燥重量：1,080 kg (2,379 lb)
- 圧縮比：7.0 : 1
- 動弁機構：
- 燃料供給方式：
- 過給機：
- 馬力：1,835 kW (2,500 hp) at 3,200 rpm at 5,100 m (16,732 ft)
- 排気量比出力：25.3 kW/L (0.9 hp/in³)
- 馬力重量比：0.59 kW/kg (0.95 hp/lb)